# Simitarra
El concepte de simitarra sembla venir de la derivació italiana "scimitarra" del shamshir persa, i serveix a Occident per a referir-se a qualsevol sabre corb musulmà o oriental. Per això, dins el terme simitarra -que en si mateix no és una arma concreta- entrarien les següents armes:
- Shamshir: si és d'origen persa.
- Kilij: si és d'origen otomà.
- Saif: si és d'origen àrab.
- Talwar: si és d'origen indi.
- Nimcha: si és d'origen magribí.

## Entrada antiga
La simitarra és una arma refinada, fina i lleugera. És decididament tallant, amb un sol tall i una empunyadura protectora. El seu origen el solem trobar a Pèrsia, si bé va ser utilitzada també en l'Índia durant els segles xiii i xiv. Sens dubte, la seva llarga i corbada fulla era pensada per a escombrar amb estocades els enemics, així com per a apunyalar profundament. La particularitat que sigui corba serveix perquè en atacar a cavall el full no s'incrusti en l'oponent. Essent corba el que s'aconsegueix és que el full talli però segueixi la seva trajectòria.
Els àrabs van preferir la simitarra a l'espasa dreta, i el sol fet d'evocar-ne el nom ens transporta immediatament al record d'aquestes lluites entre templers i sarraïns, però també solem associar-la a fascinants personatges com Sandokan o Simbad el marí, els quals, amb llur sorprenent maneig d'aquesta arma, aconseguien el respecte dels seus adversaris.
Però un altre gran personatge que resta indissolublement unit a aquesta arma va ser Saladí, sultà d'Egipte, Síria, Aràbia i Mesopotàmia, durant la Tercera Croada, que va tenir lloc entre 1187 i 1192. I grans són les proeses que es narren d'ell:
" Van ser aquests savis que van narrar al rei Abdalmalek ben-Merwe que, quan Ricard Cor de Lleó es va trobar a les croades amb l'immens Saladí, el rei cristià va creure necessari d'enaltir les virtuts de la seva espasa. 
 Per a demostrar la força de la seva pesadíssima espasa, va tallar una barra de ferro. 
 En resposta, Saladí va prendre un coixí de seda i el va partir en dos amb la seva simitarra sense l'ombra d'un esforç, al punt que el coixí va semblar obrir-se per si mateix. 
 Els croats no podien creure llurs ulls i van sospitar que es tractava d'un truc. Saladí llavors va llançar un vel a l'aire i amb la seva arma el va esquinçar. 
 Era aquesta una làmina corba i prima que brillava, no com les espases dels francs, sinó amb una color blavosa marcat per una miríada de línies corbes distribuïdes a l'atzar. 
 Els europeus van comprovar llavors que aquestes eren, precisament, les característiques, oh gran senyor !, de totes les fulles usades en l'Islam en temps de Saladí.  "